# Kristiine
| Año                            | Población |
| 2003                           | 28.623    |
| 2004                           | 29.424    |
| 2005                           | 29.908    |
| 2006                           | 29.816    |
| 2007                           | 29.511    |
| 2008                           | 29.478    |
| Fuente: Ayuntamiento de Tallin |           |

Kristiine es uno de los 8 distritos administrativos (en estonio: linnaosa) de Tallin, la capital de Estonia. Está situado a 3,5 kilómetros al suroeste del centro de Tallin, al norte se sitúan los distritos de Haabersti y Põhja-Tallinn, al este el de Kesklinn, al oeste el de Mustamäe y al sur el de Nõmme. Kristiine tiene una superficie de 7,87 km² y una población de 29.478 habitantes, a 1 de enero de 2008, lo que supone una densidad de población de 3.746 km². La mayoría de su población es de origen estonio, un 63%, la principal minoría es con un 24% los ciudadanos de origen ruso, seguidos por los ucranianos 2,3%, los bielorrusos 1,4% y los finlandeses 0,5%. 
El presidente del distrito es Mihhail Korb. Kristiine está a su vez dividido en 3 subdistritos (en estonio: asumid), Järve, Lilleküla y Tondi. Hasta 1920 el área era llamada Kristiinental en honor a la reina de Cristina de Suecia (1626-1689). Sólo a partir de 1993 fue elevado a categoría de distrito. El distrito está mayoritariamente constituido por casas unifamiliares, es una de las zonas más verdes de Tallin, en su término se encuentran cuatro parques históricos; Löwenruh, Dunten, Cederhilm y Charlottental.

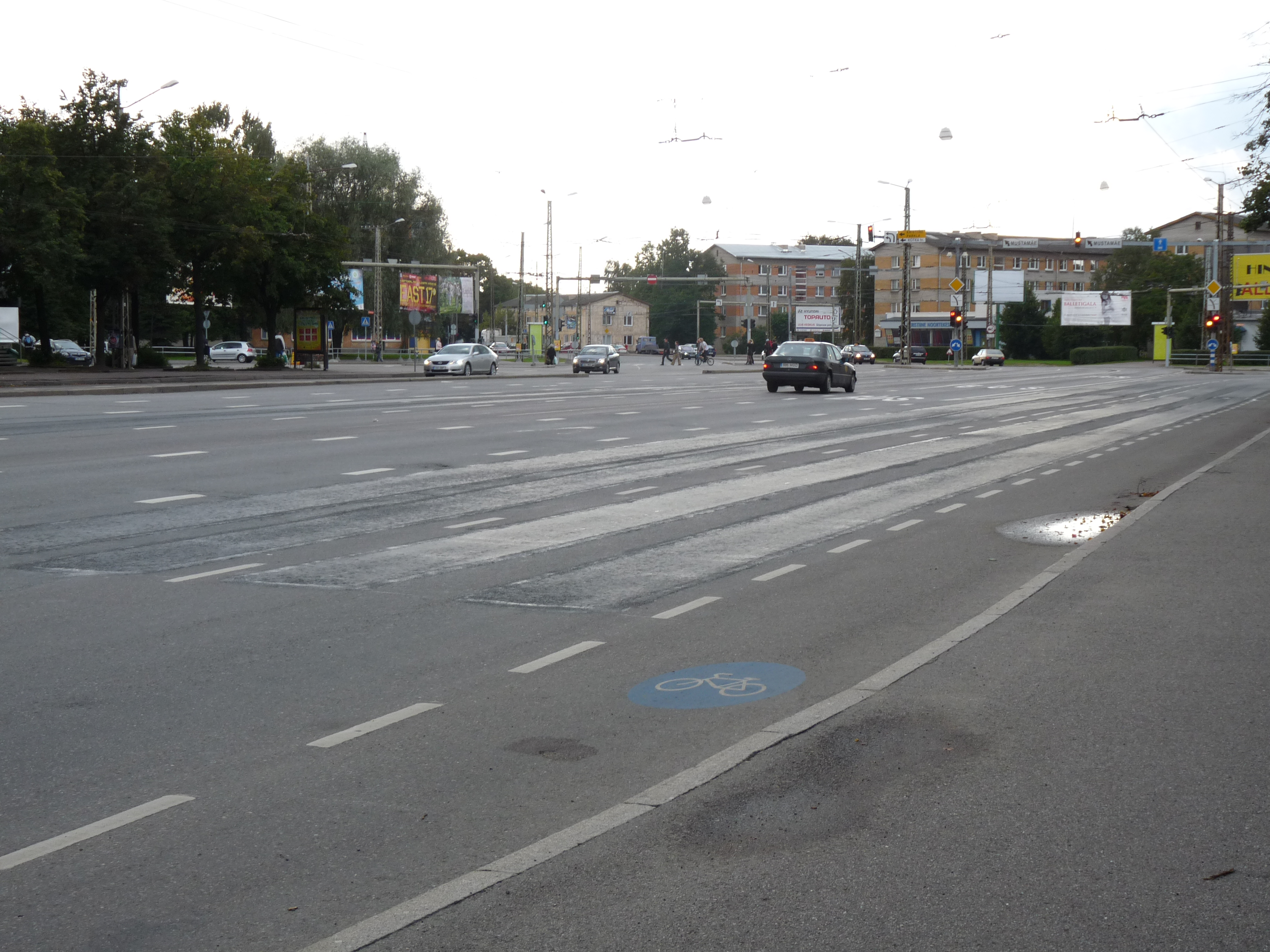
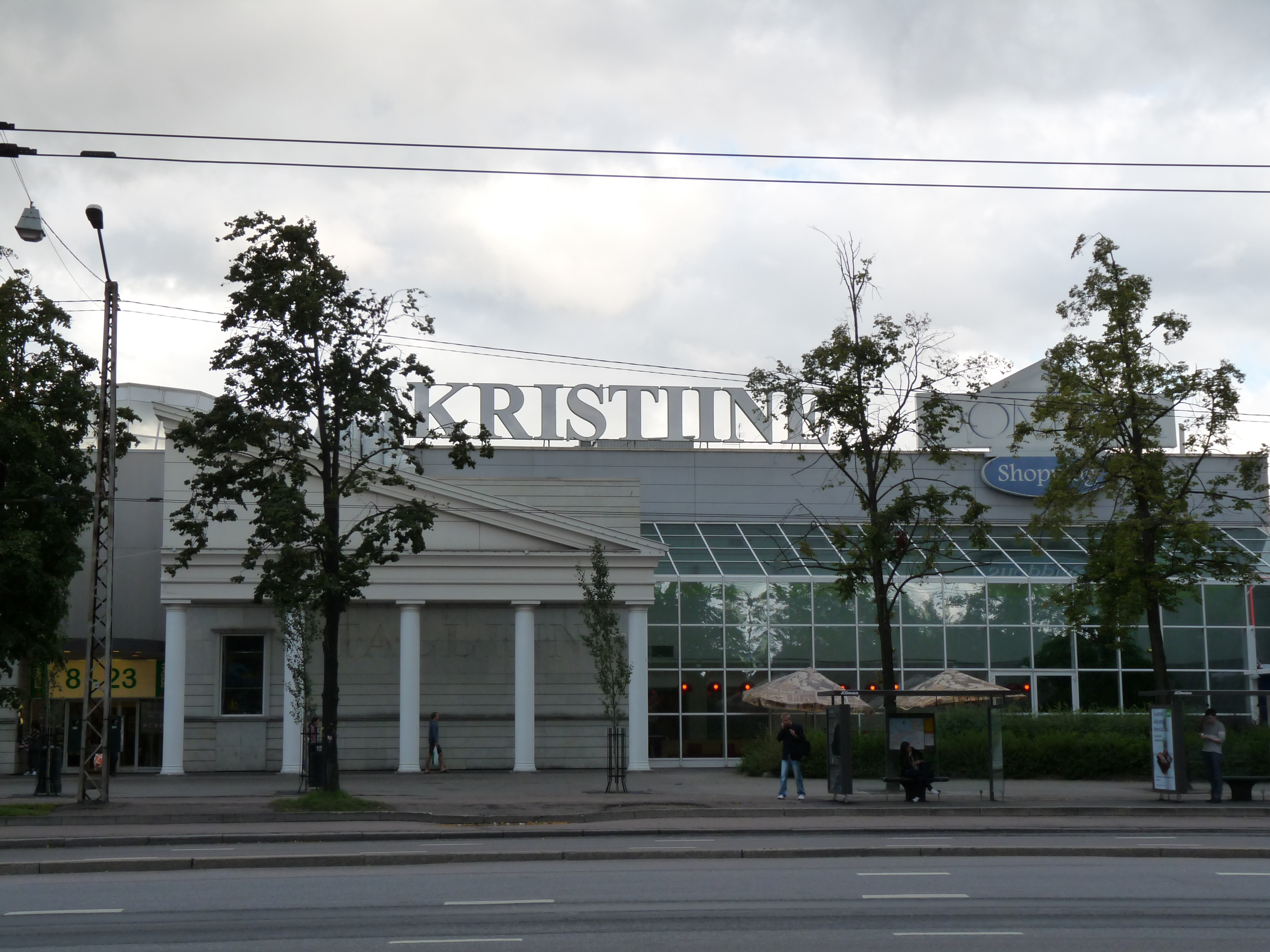
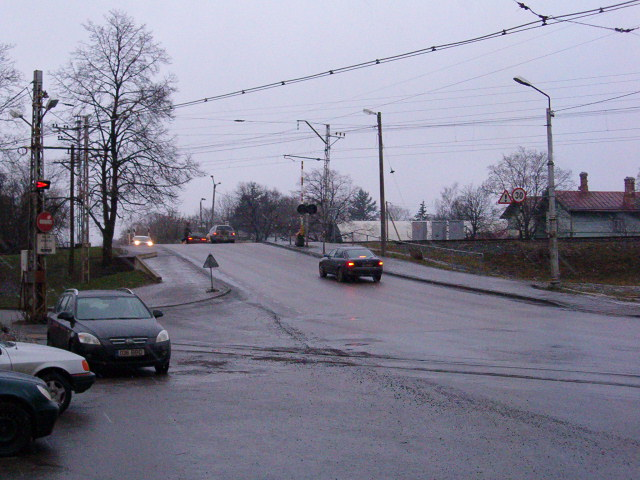
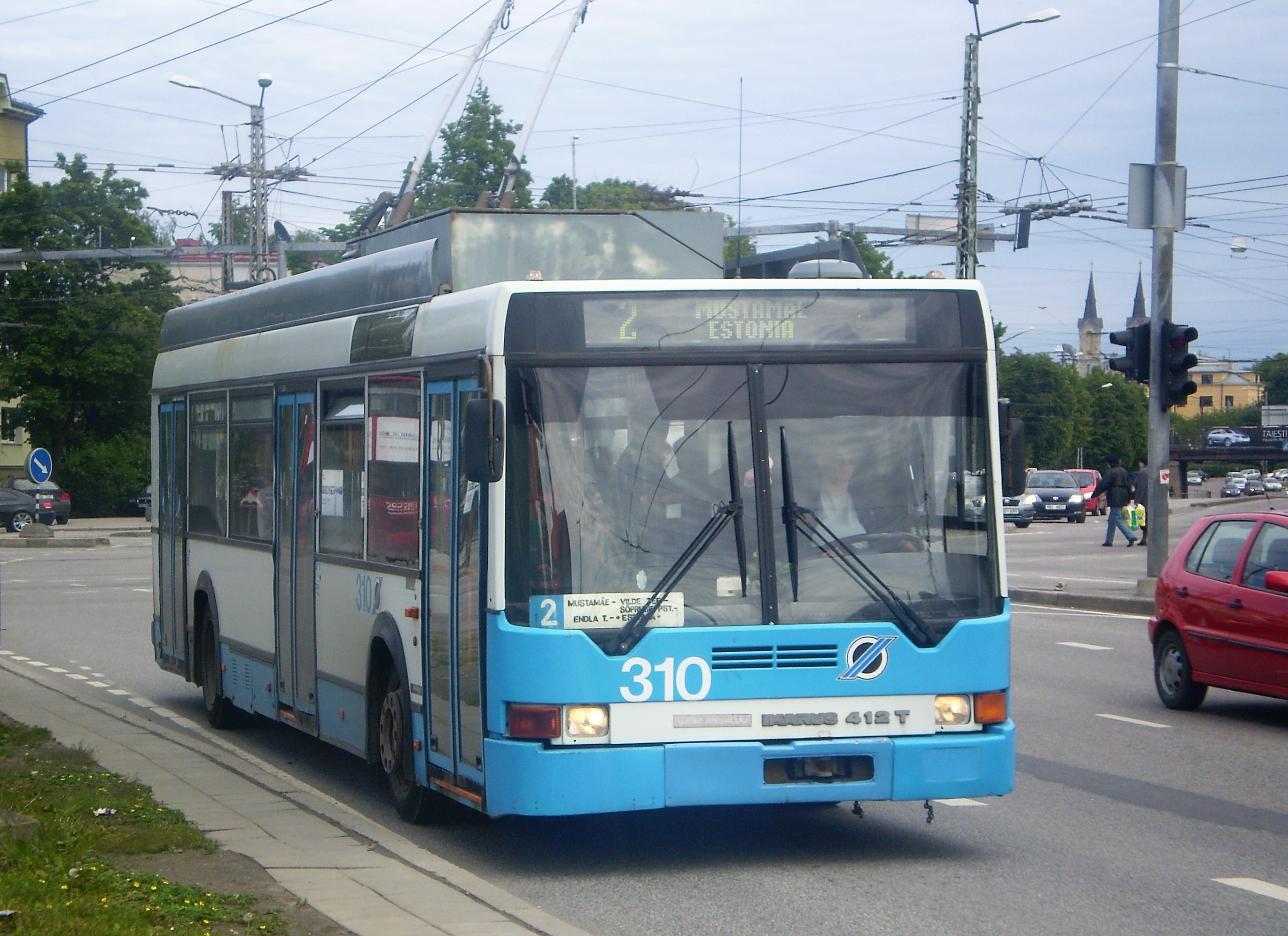
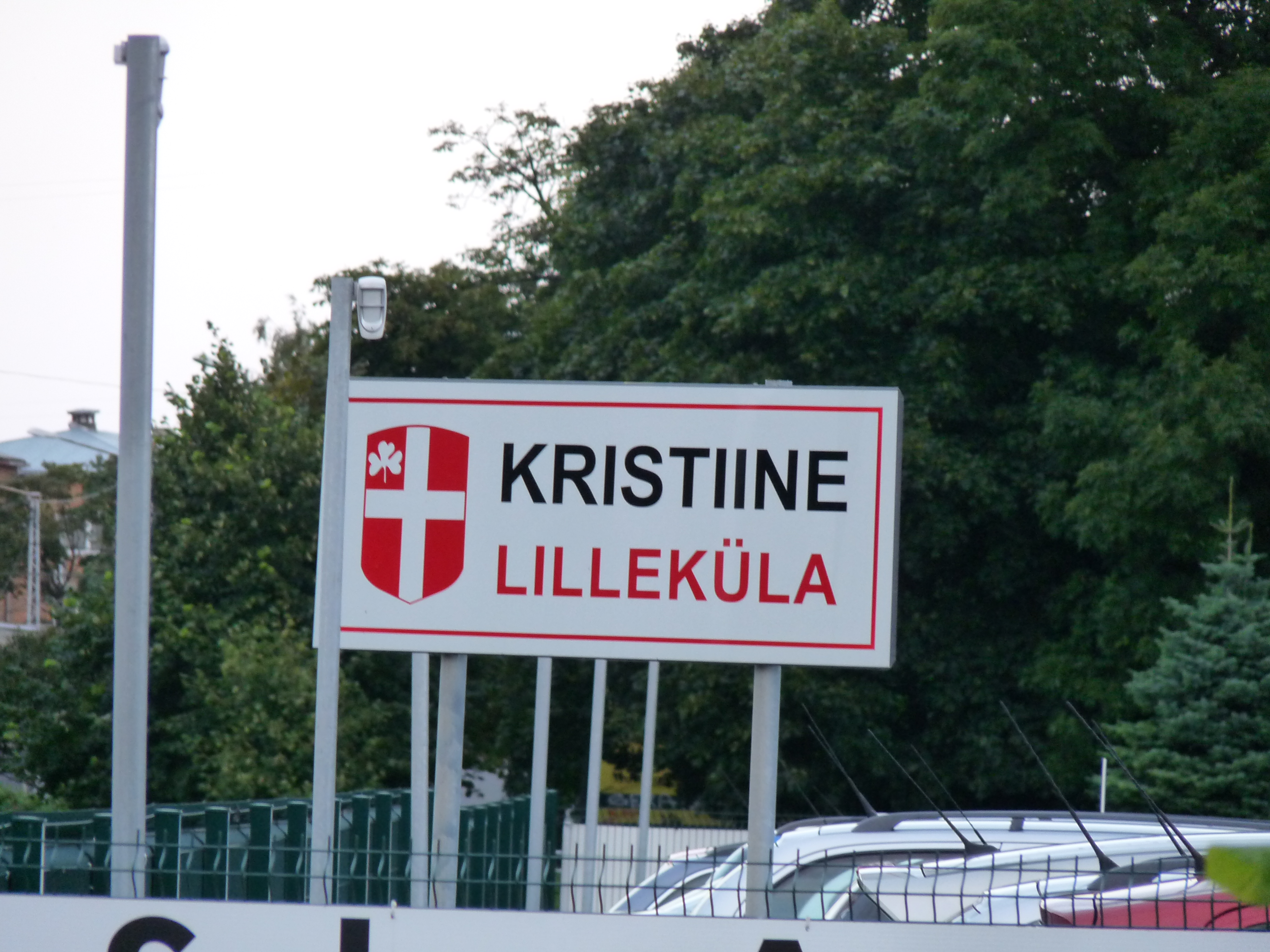
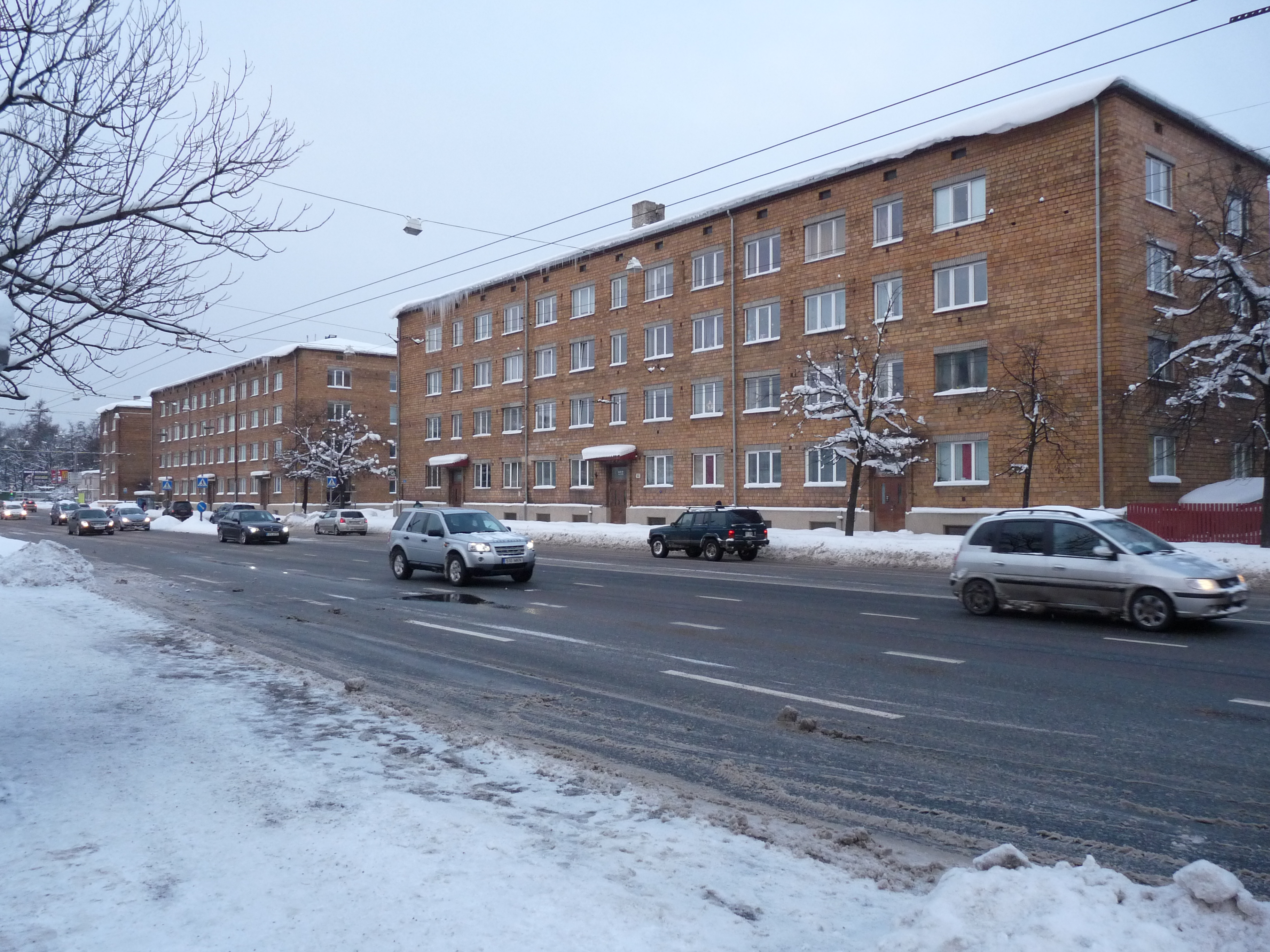
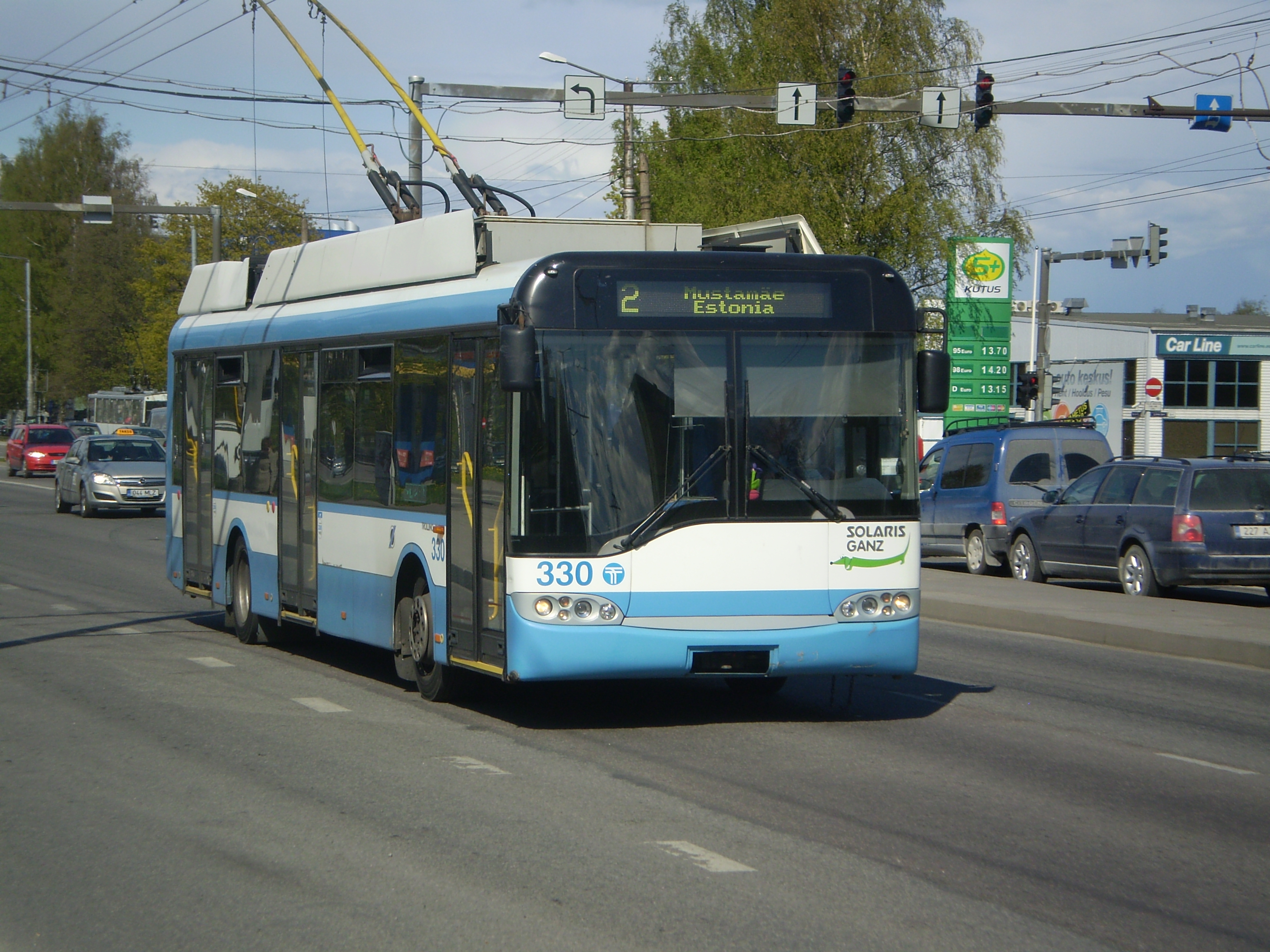
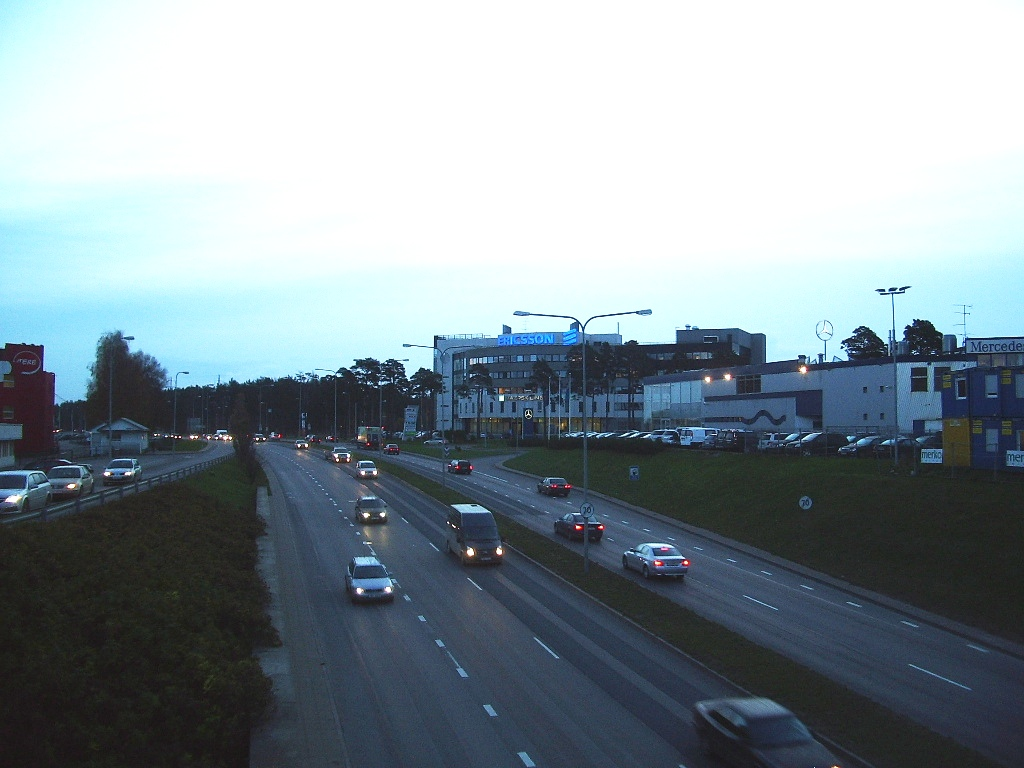